# Lago Grosser Arber
El lago Grosser Arber (en alemán: Großer Arbersee) es un lago situado en la región administrativa de Baja Baviera muy cerca con la frontera de la región Alto Palatinado, en el estado de Baviera (Alemania), a una elevación de 935 metros; tiene un área de 7.7 hectáreas. 